# New College

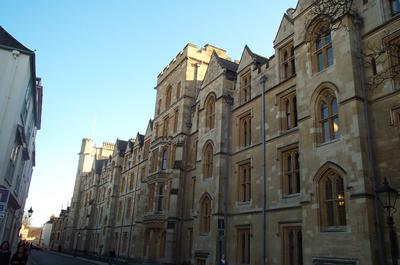
New College od strony Holywell Street

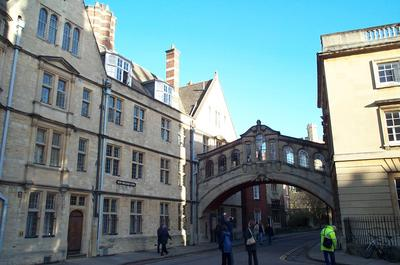
New College Lane, z oksfordzkim mostem westchnień

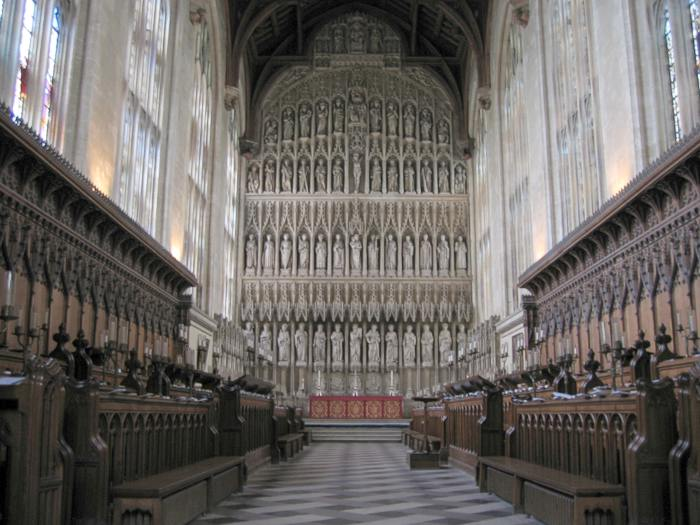
Ołtarz i stalle w kaplicy kolegialnej

New College – jedno z kolegiów Uniwersytetu Oksfordzkiego, znajdującego się w Wielkiej Brytanii.

## Ogólne wiadomości
Oficjalna nazwa kolegium, College of St Mary, pokrywa się z nazwą starszego Oriel College. W związku z tym kolegium zostało nazwane „New College of St Mary”, a obecnie jest potocznie nazywane „New College”. Jedno z najbardziej znanych kolegiów Oksfordu jest położone przy Holywell Street i New College Lane (ta druga ulica znana jest z Hertford Bridge, zwanego oksfordzkim mostem westchnień), obok All Souls College, Harris Manchester College, Hertford College, Queen’s College i St Edmund Hall.
Chór kolegium ma reputację jednego z najlepszych chórów anglikańskich na świecie, nagrał ponad siedemdziesiąt albumów i otrzymał dwie nagrody Gramophone Award.
W 2006 kolegium miało szacunkowo 143 mln funtów pochodzących z donacji. Tego roku kolegium sprzedało obszar gruntów w Buckinghamshire za 55 mln funtów i ten dochód z donacji spożytkowano w kierunku naukowego rozwoju, pensji i naprawy budynków.

## Historia
Mimo swojej nazwy, New College jest jednym z najstarszych kolegiów Oksfordu; pierwotnie zostało założone w 1379 przez Wilhelma z Wykeham, biskupa Winchesteru, jako „The College of St Mary of Winchester in Oxford”.
New College został założony w powiązaniu ze słynnym Winchester College, którego zadaniem było przygotowywanie i dostarczanie uczniów dla kolegium w Oksfordzie. Mają one uderzające podobieństwa architektoniczne: budowle były dziełem mistrza murarskiego Williama Wynforda. 
Wielka liczba wspaniałych budynków jest świadectwem doświadczenia Wilhelma z Wykeham w zarządzaniu zarówno kościelnymi (jako biskup Winchester), jak i świeckimi instytucjami (jako kanclerz Anglii).
Zarówno Winchester College i New College były pierwotnie założone dla kształcenia księży, z powodu niedoboru odpowiednio wykształconych duchownych po przejściu „czarnej śmierci”. Wilhelm postanowił, że ma być dziesięciu kapelanów, trzech urzędników i szesnastu chórzystów
Od tego czasu szkoła została rozbudowana i w 1903 przeniosła się do New College School przy Savile Road.

## Powiązania kolegium
Podziwiając osiągnięcia Wilhelma z Wykeham w tworzeniu jego podwójnych instytucji, król Henryk VI wzorował ustanowienie swoich nowych szkół King’s College i Eton College na założeniu przez Wilhelma New College i Winchester College.
Rzeczywiście, związek łączący King’s College i Eton College jest bezpośrednią kopią związku między New College i Winchester College. New College ma formalne więzy z Winchester College, Eton College i King’s College sięgające 1444; te czterostronne stosunki znane są jako Amicabilis Concordia. Instytucje te mają wspólne formalne więzy do dziś, a King’s jest dla New College kolegium partnerskim („siostrzanym”).

## Architektura i ogrody
W chwili swego powstania New College był większy niż wszystkie istniejące Oksfordzkie kolegia łącznie. Jedna z najbardziej prestiżowych uczelni Oksfordu jest również jedną z najczęściej odwiedzanych. Tereny kolegium należą do największych wśród kolegiów Uniwersytetu Oksfordzkiego.
Szczególnej uwagi warte są krużganki i kaplica. Wiele średniowiecznych witraży w przedprezbiterialnej części kaplicy niedawno odrestaurowano. Niektóre z witraży, słynących wielkimi rozmiarami, zaprojektował XVIII-wieczny portrecista Joshua Reynolds; zawierają one też dzieła Jacoba Epsteina i El Greco. Organy zbudowała, w 1969, firma Grant, Degens i Bradbeer, w obudowie zaprojektowanej przez George’a Pace’a; instrument nieco rewolucyjny w owym czasie, pozostaje nie mniej niezwykły i charakterystyczny dziś.
Pomieszczenie chóru zawiera 62 mizerykordie z XIV wieku, niezwykle piękne – warto zauważyć, że kilka skopiowano w epoce wiktoriańskiej dla katedry w Canterbury.
Wiekowy oksfordzki mur miejski należący do New College jest przedmiotem szczególnego zainteresowania. Gdy Wilhelm z Wykeham założył kolegium, oficjalnie zgodził się na utrzymywanie muru, gdy nabył ziemię, na której zbudował kolegium. Co trzy lata burmistrz i zarząd miasta wykonują obchód muru, by sprawdzić, czy zobowiązanie jest dotrzymywane; jest to tradycją sięgającą czasu założenia kolegium (w 1379).
W ogrodach New College znajduje się kopiec (który pierwotnie miał budowę schodkową, ale teraz jest gładki, z jednym ciągiem schodów) i piękna rabata obsadzona roślinami wieloletnimi.
Kolegium posiada dużą kolekcję sreber (w tym średniowieczny srebrny pozłacany pastorał założyciela, wystawiony w kaplicy), a także dwa słynne „rogi jednorożca” (które w rzeczywistości są kłami narwala).